# Оксанівка (пункт пропуску)
48°13′57″ пн. ш. 28°11′30″ сх. д. / 48.23250° пн. ш. 28.19167° сх. д.
Оксанівка — пункт пропуску через Державний кордон України на кордоні з Молдовою.
Розташований у Вінницькій області, Ямпільський район, поблизу однойменного села на автошляху місцевого значення. Із молдавського боку через Дністер розташований пункт пропуску «Курешниця», Сороцький район.
Вид пункту пропуску — річковий. Статус пункту пропуску — місцевий, діє у світлий час доби.
Характер перевезень — пасажирський.